# Pêche des poissons d'eau douce dans les étangs de la Dombes
 (décembre 2021).
La pêche des poissons d’eau douce dans les étangs de la Dombes est perpétuée dans l’Ain depuis près de 800 ans par la communauté locale. Elle s’inscrit dans un cycle de gestion de 1 200 étangs, qui accueillent alternativement pêche et culture de céréales, créant ainsi un écosystème exceptionnel. Cette coutume séculaire représente une magnifique et rare expression du respect de l’environnement et de la passion pour un territoire, à travers l’entraide et la convivialité qui caractérise ce type de pêche. Aujourd’hui, 1 200 tonnes de poissons de qualité sont produites annuellement, dont 60 % de carpes, emblème de ce site remarquable.

## Description

### La pratique
La pêche des poissons d’eau douce en Dombes est perpétuée depuis près de 1 100 ans par la communauté locale. Aujourd’hui, 1 200 tonnes de poissons de qualité sont produites annuellement, dont 60 % de carpes, emblème de ce site remarquable.

### Périodes de pêche
La pêche en Dombes est pratiquée depuis le XIIIe siècle d’octobre à fin mars, en commençant par les étangs en bas de chaîne. Lorsqu’un étang se vide, un autre se remplit. La famille d’Éric Liatout, exploitant et transformateur, pratique la pêche en Dombes depuis trois générations et possède actuellement 9 étangs.
La pêche s’appuie sur le mode de gestion caractéristique des étangs de la Dombes, selon trois à cinq ans d’évolage, suivi d’un an d’assec, à savoir :
- une première année d’évolage et d’empoissonnage, où les alevins sont introduits dans l’étang : l’exploitant choisit différentes espèces de poissons dont des gardons, carpes, tanches, jeunes (10/40 kg à l’ha) et plus âgés (10/40 kg à l’ha) ainsi qu’un rapport de mâles et de femelles, soit 3 mâles pour 2 femelles à l’ha. Au bout d’un an, les poissons sont redistribués dans les étangs selon un planning établi, accompagné d’un questionnaire complété et transmis à l’association de promotion du Poisson des étangs de la Dombes (APPED[1]), afin d’assurer le suivi du cheptel ;
- une deuxième année d’évolage pour le grossissement des poissons, permet de plus d’enrichir le sol en matière organique ;
- un an d’assec, de culture le plus souvent d’avoine et de maïs dans un sol particulièrement riche ou mené « à blanc », c’est-à-dire sans culture, mais travaillé.

### Les différentes étapes

#### La pêche
La pêche est engagée par l’ouverture du thou, qui permet la vidange de l’étang durant 7 à 8 jours ou plus, soit environ 24 h à l’hectare. La grille est grattée, nettoyée. Pendant l’écoulement de l’eau, le poisson se réfugie peu à peu dans le chenal central, le bief puis dans la pêcherie en avant du thou.
L’étang est pratiquement vide à la date programmée pour le jour de pêche. L’exploitant sollicite les négociants ou la coopérative, qui apportent le matériel sur place et une équipe de pêcheurs d’environ 15 personnes. Il observe l’étang, ignorant ce que celui-ci contient : des signes indiquent la santé de l’étang ; des trous de carpes dans le sol sont un bon signe ; une eau trouble présage une bonne pêche.
Le matériel est installé. Le camion du négociant transportant des cuves de stockage à oxygène est arrêté sur la digue à l’entrée de l’étang. La table de tri dite « gruyère », les bassines et la balance sont installées à proximité de l’étang sur la chaussée.
L’équipe se met en place dans l’étang et tend le filet sur le bief. Plusieurs filets sont tirés tour à tour, les filets à grosses mailles pour les carpes, puis celui à moyennes mailles dit le « bâtard », de 12 à 14 mm, et à plus petites mailles, dit la « seillette », de 7 mm, utilisés pour les poissons de différentes tailles.
Le pêcheur « fait guerre », en tirant le filet vers le bas par des boules de plomb, afin que les poissons ne s’échappent pas ; il est ensuite ramené, tiré lentement, soigneusement, avec force, vers la pêcherie par les pêcheurs répartis autour du filet. Celui-ci est enfin refermé et tendu vers le haut par des pieux, dits « fourchettes », pour empêcher les poissons de sauter par-dessus.
Le pêcheur passe l’« arvot », épuisette utilisée pour pêcher dans le filet, et en particulier par la personne la plus expérimentée, qui trie ainsi directement le poisson dans l’eau. Il prend le poisson et le déverse sur la table de tri. Le poisson est trié et transporté dans des bassines à trous pour la pesée. La traditionnelle balance dite « romaine », pendue entre deux piquets, est aujourd’hui remplacée par une balance mécanique homologuée. Le chef d’équipe note le poids, le prix et la nature des poissons emportés par le négociant sur un carnet de pêche-type, utilisé depuis des générations. Selon la tradition, l’acheteur ou le vendeur annonce le prix à haute voix et les deux le notent, signifiant ainsi le changement de propriétaire du poisson.
Une attention particulière est aujourd’hui donnée au bien-être et à la qualité du poisson, en veillant à ce qu’il reste vivant. Le poisson est ensuite déversé dans les cuves du camion vivier oxygéné du négociant, pour y être transporté dans les meilleures conditions.
Au terme de la pêche, chaque participant reçoit quelques poissons pour le travail fourni : carpes, tanches et éventuellement un brochet.
Certains poissons sont remis à l’étang pour alevinage, lorsqu’il s’agit de la première année de pêche. L’étang est ensuite remis en eau et le filet à mailles fines, la « seillette », sera mis en travers du bief pour faire barrage aux poissons enlevés ou triés, selon que l’étang sera mis en évolage ou en assec.

#### La collecte du poisson
Les poissons pêchés et mis en cuves dans les camions sont ensuite transportés et stockés dans des bassins d’affinage avant d’être transformés, d’autres dans des bassins piscicoles, où ils reçoivent des compléments alimentaires. La carpe peut y rester jusqu’en mai-juin, mais peut être pêchée selon les besoins. 50 % des poissons partent à la consommation et 50 % à la transformation.

#### L'assec
L’année d’assec, l’étang est entièrement vidé. Le bief et la pêcherie sont refaits. Il est mis à sécher pour transformer la boue en terre. Les plantations commencent au printemps ; l’avoine est semée en mars, puis moissonnée en juillet. Le maïs est semé en avril-mai, puis ramassé en septembre. Ces deux activités, vérification des ouvrages et agriculture, permettent d’entretenir, de remodeler, d’assainir et d’enrichir l’étang.

### Les participants au processus

#### Les propriétaires et exploitants des étangs
Le système d’exploitation des étangs est aujourd’hui complexe, car les régisseurs de propriété ayant disparu, différents statuts se superposent. Le propriétaire-pisciculteur est chargé du suivi de la production de l’étang et de l’entretien, afin de le favoriser et de préserver les ouvrages d’art.
L’exploitation des étangs revêt ainsi plusieurs formes selon l’activité principale des 650 propriétaires des Dombes, dont la plupart sont des citadins, et notamment :
- le propriétaire-exploitant est souvent un pisciculteur (85 %) ;
- le propriétaire, qui emploie un salarié pisciculteur ;
- le propriétaire, qui confie ses étangs en fermage à un agriculteur (15 %).

#### Les pêcheurs: des femmes et des hommes
L’équipe de pêche est dirigée par l’exploitant. Les pêcheurs ont l’habitude de travailler ensemble chacun à leur place. Le plus expérimenté pêche directement dans le filet les carpes et écrème le poisson avec l’arvot. La plupart des pêcheurs se rendent successivement disponibles de pêche en pêche au titre de l’entraide agricole.
Le jour de pêche est un jour de fête (casse-croûte de midi, repas chauds d’après pêche, à la ferme).
Les femmes sont très présentes les jours de pêche en Dombes, selon Michelle Josserand, exploitante perpétuant la tradition familiale avec ses trois filles, qui participent toutes à la pêche, moment de convivialité familiale et amicale. Elles trient le poisson, notent les informations de la pesée et les poissons gardés pour leur propre consommation ou remis à l’étang. Elles récupèrent les carpes tôt le matin, pour cuisiner celles du repas de midi. De la carpe farcie au bavarois, les femmes ont amplement participé à l’évolution de la qualité gustative de ce poisson.

#### L'écloseur
Deux écloseurs en Dombes pratiquent l’éclosion des poissons afin de fournir les exploitants d’étangs en alevins.

#### Le collecteur
Il collecte le poisson à la sortie de l’étang et le stocke avant de le vendre à un transformateur, à une société de pêche de loisir ou à l’exportation. Il fournit également le propriétaire en alevins de 2 ans pour ré-empoissonner les étangs.

#### Le transformateur
Quatre transformateurs locaux proposent du poisson de Dombes en détail ou en gros volume. Les poissons avant d’être vendus sont transformés à l’atelier :
- mis en caisse, entiers pour la vente ;
- découpés en filets, darnes ou lanières (30 % de chair de la carpe) et parés (peaux enlevées et arêtes découpées), puis plongés dans la glace ;
- grattés (écailles enlevées pour une partie des poissons) ;
- mis en caisse pour la vente ;
- vendus sous forme de filets frais en restauration ou dans des entreprises locales, en Alsace ou dans le Sundgau (route de la Carpe frite), en Allemagne et en Angleterre.

Le transformateur assure la transformation du poisson pour la consommation : poisson entier préparé, découpe de darnes, filets et goujonnettes, réalisation de rillettes, mousses, soupes, fumés ou autres préparations adaptées à consommation plus actuelle et en particulier les cantines scolaires.
Un nouveau mode de transformation reprenant des techniques ancestrales est le tannage de cuir de carpe pour la création d’objets en cuir de carpe de Dombes.

#### Le distributeur
Grande surface, épicerie fine ou magasin fermier, le distributeur assure la vente des produits finis aux consommateurs.

#### Le restaurateur
Par sa cuisine, le restaurateur révèle le poisson de Dombes avec des recettes des plus traditionnelles aux plus inattendues.

### Les produits: poissons d'eau douce et leurs spécificités: goût, qualité de la chair, types de conservation, de préparation
Les étangs de la Dombes abritent de nombreuses espèces de poissons, mais le plus répandu est la carpe. Tous les poissons ont été introduits par l’homme, certains sont omnivores, comme la carpe, ou carnivores, comme le brochet, et d’autres sont indésirables ou nuisibles, comme le poisson-chat ou le perche soleil.
Les autres poissons vivants dans les étangs sont le brochet, la tanche, le sandre, la perche commune ou les poissons blancs... Les sandres à chair épaisse sont très demandés.
La carpe représente environ 65 % de la production des étangs pour une production totale de 1 200 tonnes de poissons par an. Une carpe n’est pêchée qu’à 2 ou 3 ans, lorsqu’elle atteint 1,5 kg, lorsque sa qualité gustative est la meilleure. Ce poisson emblème des étangs de la Dombes possède des qualités nutritionnelles avérées. La carpe est l’un des poissons les plus faibles en matières grasses (2,5 % de lipides) après le cabillaud ; elle est riche en vitamines D et B12. Caractéristique de l’alimentation locale, la carpe était consommée traditionnellement les jours de jeûne. Chaque ferme avait une mare où les carpes étaient stockées. Son goût peu marqué la différencie des autres poissons, comme le brochet, au goût plus prononcé, consommé les jours de fête. Le plat traditionnel local des jours de pêche reste la carpe farcie. Le marché de la carpe est plus important en Alsace ou en Allemagne que sur le territoire de la Dombes, car elle représente une tradition séculaire des communautés juives de ces territoires autour d’une grande recette traditionnelle, la « carpe à la juive ».

## Apprentissage et transmission

### Modes d'apprentissage et de transmission: apprentis, familles, entreprises, écoles...
La pratique de la pêche en étangs est une tradition familiale, transmise lors des pêches en famille et entre amis. Un des éléments-clé de transmission du savoir de la pêche est le carnet de pêche, qui accompagne les générations d’exploitants. Tout y est inscrit : quantité, poids et nature des poissons par étang. La pêche en étangs n’était pas un métier, même si certains propriétaires louaient leurs terres à des fermiers : elle s’effectuait selon la coutume de l’entraide agricole. Les pêcheurs étaient rémunérés en poissons.
La superficie d’étangs diminue d’année en année, ainsi que la pratique de la pêche, en voie de patrimonialisation. Celle-ci est en effet peu connue des nouveaux résidants de la Dombes.
Dans un souci de sauvegarde du milieu de l’étang et de la pratique, des actions de sensibilisation et de formation ont été mises en place à l’école primaire et dans les lycées agricoles, en lien avec l’ADAPRA (association pour le développement de l’aquaculture et de la pêche professionnelle en Rhône-Alpes), qui mène des actions pour le développement et le suivi d’un réseau de compétences techniques sur l’aquaculture.
Les enfants et les enseignants des écoles sont sensibilisés au patrimoine, au milieu des étangs et à la pêche des poissons d’eau douce, grâce au site internet interactif mis en place par ALTEC.
Le lycée agricole de Cibeins propose deux formations, une formation initiale, donnant lieu à un BTS agricole Aquaculture, et une formation professionnelle, un certificat de spécialisation Tourisme vert, Accueil et Animation en milieu rural, afin de donner les moyens de transmettre la culture locale autour de l’étang, à savoir la pisciculture, l’architecture et le patrimoine.
Le lycée agricole de Poisy propose une formation piscicole donnant lieu à un BTS aquacole.

## Historique

### Repères historiques
Le premier témoignage indiscutable de la présence des étangs en Dombes date du XIIIe siècle : en 1230, selon Guigue (1908), la charte de fondation de la Chartreuse de Poleteins fait état d’un étang donné par Marguerite de Beaujeu qui l’avait fait construire. De nombreux actes de la seconde moitié du XIIIe siècle mentionnent leur construction.
Le poisson était alors un aliment précieux, autorisé les jours maigres, c’est-à-dire les jours où la viande était interdite par l’Église : quarante jours du Carême, mercredi, vendredi et samedi jusqu’au XVIe siècle, en nombre important durant les siècles suivants encore. Malgré le peu de main-d’œuvre, mais avec la nécessité d’exploiter les terres, les moines chartreux, bénédictins, cisterciens et les nobles créent les premiers étangs et leur système en chaînes, chaque étang étant relié à un étang en amont et en aval par une « rivière ».
Les étangs vont très vite se développer et, au XVe siècle, sont considérés « d’intérêt public ». Les seigneurs, très présents dans la région, ont fait fructifier leurs biens en incluant les étangs et en les faisant travailler par des métayers et des fermiers en période d’assec (étang vidé et asséché). L’étang est une source importante de revenus. La carpe est d’un élevage aisé et très résistante. Les voituriers l’acheminent dans des « tonnettes » remplies d’eau, les poissonniers la transvasent dans des « bateaux-viviers, dits bachuts, sur la Saône » pour le stockage. L’élevage de la carpe est prépondérant.
La possession d’un point bas suffit à construire un étang, en inondant au besoin les terres voisines. De ce droit d’inondation découle la dissociation de la propriété de la terre et de l’eau. Accompagnant ce système d’exploitation complexe, droits et usages s’instaurent, identifiant les droits et les devoirs respectifs des nombreux propriétaires et usagers de l’eau et du sol. Texte de référence, la coutume de Villars, écrite en 1524, définit le fonctionnement de l’étang : deux années d’évolage et une année d’assec. Elle fixe les droits et les devoirs de chaque propriétaire d’étang. Les Coutumes et usages des étangs de la Dombes et de la Bresse, de Truchelut, parus en 1881 et en 1904, sont encore l'ouvrage de référence en cas de désaccord entre propriétaires.
On dénombre au XVIIIe siècle environ 20 000 ha d’étangs, mais la Révolution amorce le déclin de la pisciculture en Dombes. Les étangs sont considérés comme bien noble, donc traités comme les grandes propriétés. Ils sont transformés en marais, qui entraînent l’apparition de malnutrition et de maladies comme le paludisme. Leur présence est mise en cause pour insalubrité. L’arrivée du chemin de fer influence la nécessité d’assécher les étangs, qui sont remis en eau au début du XXe siècle, recherchés par les industriels parisiens ou les soyeux lyonnais, qui relancent l’exploitation et la pêche en étangs.
Au début du XXIe siècle, on dénombre 1 100 étangs sur 11 200 ha. Tous n’ont pas retrouvé une vocation de production de poissons : certains ne sont valorisés que pour la chasse, comme étangs de loisirs ou sont à l’abandon.

### Les récits liés à la pratique et à la tradition
Selon Maurice Bodin, propriétaire-exploitant, sa famille a participé à l’assèchement en 1860 puis a obtenu en 1910 les droits d’eau, d’assec, de brouillage, de champeillage et de rouissage (transformation du lin). L’étang n’est pas une source de revenus suffisante, car le prix du poisson est très faible (chiffre d’affaires de 150 à 250 €/ha). La richesse des étangs tient à la biodiversité de sa faune et de sa flore. Leur prix de vente est de surcroît élevé, soit 12 500 à 20 000 €/ha.
Il se soucie des risques d’altération des étangs à cause de la pollution due à l’urbanisation, l’agriculture céréalière intensive et la prolifération des herbes invasives dans les étangs et la présence d’espèces nuisibles telles que les cormorans. Les problèmes juridiques sont complexes : le Code civil ne s’applique pas et les tribunaux se réfèrent au droit coutumier.

## Viabilité de l'élément et mesures de sauvegarde

### Viabilité
La pisciculture est une activité dombiste traditionnelle, les premiers plans d’eau d’empoissonnement et de pêche remontant au Moyen Âge. Cependant, depuis plusieurs années, on observe un découragement des propriétaires à pratiquer une activité piscicole sur leurs étangs, du fait de la pression accrue des oiseaux piscivores (cormoran, héron, aigrette), de l’augmentation des coûts de productions, du faible prix de vente de la carpe et de la disparition des gardes et régisseurs particuliers.
Parallèlement, les étangs sont de plus en plus menacés, en particulier par l’urbanisation et la pollution des cours d’eau. Aux portes de l’agglomération lyonnaise, la Dombes est soumise à de fortes pressions foncières. Le risque de réduction des surfaces agricoles et des zones naturelles au profit de l’habitat individuel est important et préoccupant.
Zone de plaine au climat tempéré, la Dombes est aussi un lieu de choix pour de nombreuses espèces animales et végétales envahissantes. Ces espèces se développent et portent atteinte à la biodiversité et aux activités économiques du territoire ( la jussie et la renouée, pour les plantes ; le ragondin, le rat musqué et l'écrevisse américaine, pour les animaux).
Dans ce cadre, les acteurs économiques locaux se mobilisent pour relancer la filière, protéger et préserver l’environnement unique des étangs. Le projet de création d’une marque collective a pour objectif de dynamiser une filière qui montre des difficultés à se structurer. Des programmes sont financés par le Conseil départemental et les collectivités ; le « contrat de développement durable Rhône-Alpes » finance entre autres des postes de technicien piscicole, porté par 5 intercommunalités ; « La Grande Dombes », le contrat de destination touristique autour du site Dombes Saône, pour faire connaître ce territoire d’exception.

#### Mise en valeur et mesure(s) de sauvegarde existante(s)
Les acteurs de la valorisation du territoire et du tourisme (associations de valorisation du territoire et du patrimoine, acteurs du tourisme et syndicats professionnels), de plus en plus présents, ont un rôle déterminant pour le maintien et l’évolution des pratiques liées aux étangs.

#### L’association La Route de la Dombes
Elle est chargée d’assurer l’accueil touristique et la promotion de la pêche des poissons d’eau douce des étangs de la Dombes au titre du réseau « Sites remarquables du goût ».

#### L’association ALTEC
Elle a conçu un outil de sensibilisation destinée aux scolaires et enseignants du territoire de la Dombes.

#### Le syndicat mixte du technopôle Alimentec
Il fait des recherches sur de nouveaux modes de consommation des poissons des Dombes. Alimentec accueille l’antenne CNRS « Ressources des terroirs/Cultures, usages, sociétés », centre de documentation spécialisé dans le domaine des produits de terroir ou d’origine, les productions agricoles et alimentaires locales et traditionnelles, leur histoire, les usages, les savoirs et pratiques associés, leur valorisation, en particulier à travers la protection de l’origine géographique. Alimentec accueille également ALTEC, centre de culture scientifique technique et industriel (CCSTI), qui intervient à l’échelle du territoire de l’Ain, afin de promouvoir les connaissances scientifiques et techniques. Altec a réalisé une exposition virtuelle à destination des écoles primaires.

#### L’association Dombes Qualité
Elle a pour objectif de fédérer des agriculteurs souhaitant commercialiser des produits de qualité.

#### L’office de tourisme Dombes Tourisme
Situé à Châtillon-sur-Chalaronne, il regroupe 36 communes et organise de nombreuses sorties touristiques individuelles ou collectives sur le territoire de la Dombes et des pêches d’étang pour amateurs. Le bureau d'accueil de Dombes Tourisme se situe Place du Champ de Foire, dans la cité médiévale de Châtillon-sur-Chalaronne.

#### L’association de mise en valeur du patrimoine de la Dombes
Elle a créé un musée virtuel de la Dombes.

#### L’Académie de la Dombes
Elle œuvre grâce à sa bibliothèque, ses archives et ses membres érudits, à la connaissance et à la promotion de la Dombes et édite la revue Dombes.

#### Le syndicat des étangs de la Dombes
Il a été créé à Villars-les-Dombes en 1918. Son but est de défendre les intérêts de ses adhérents (propriétaires et exploitants d’étangs de la Dombes) et d’étudier toutes questions relatives aux étangs, notamment techniques, liées aux nuisances et aux prédateurs (limiter la prolifération de certaines plantes et espèces indésirables, comme la jussie, les ragondins et les cormorans), à l’empoissonnage ou à la qualité de l’eau, et juridiques, liées aux baux ruraux, les fossés étant sur des parties communes.

### La création de marque, label, mesure de sauvegarde

#### L’association de promotion du poisson de la Dombes (APPED)
Elle assure la coordination des acteurs de la filière piscicole et la relance de la filière soutenue par le Conseil départemental de l’Ain, avec le souci que son développement préserve la biodiversité et l’environnement par la création de la marque « Poissons de Dombes », sur la base d’un cahier des charges contraignant vis-à-vis des exploitants (respect de la qualité des poissons et de l’écosystème).
La zone des étangs est inscrite dans le site du réseau Natura 2000, mais non appliquée. Le Parc des oiseaux est inscrit à l’Inventaire général du patrimoine culturel.
La création d’un Parc naturel régional est en cours de négociation.